# Habsburg–Toscanai Mária Lujza főhercegnő
Mária Lujza Annunciáta (olaszul: Maria Luisa Annunziata; Firenze, Toszkánai Nagyhercegség, 1845. október 31. – Hanau, Német Császárság, 1917. október 27.), a Habsburg–Lotaringiai-ház toscanai ágából származó osztrák főhercegnő, toszkánai hercegnő, II. Lipót nagyherceg és Szicíliai Mária Antónia legfiatalabb leánya, aki a német Károly herceggel kötött házassága révén isenburg–büdingeni hercegné.

## Élete

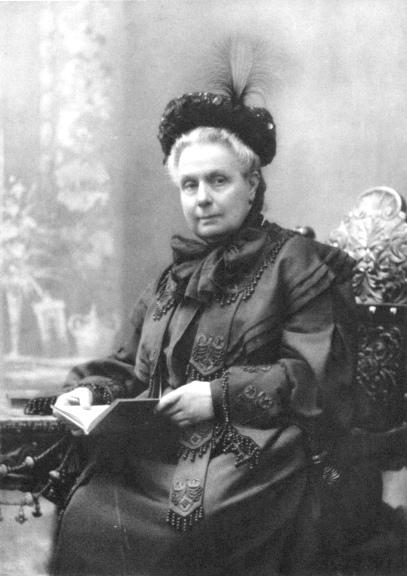
Az idősebb Mária Lujza Annunciáta főhercegnő fotója

Mária Lujza Annunciáta főhercegnő 1845. október 31-én született Firenzében, a Habsburg–Lotaringiai-ház toscanai oldalágának tagjaként. Ő volt II. Lipót toszkánai nagyherceg és második felesége, Szicíliai Mária Antónia nyolcadik gyermeke és ötödik leánya. Apai nagyszülei III. Ferdinánd toszkánai nagyherceg és Szicíliai Lujza Mária, míg anyai nagyszülei I. Ferenc nápoly–szicíliai király és Spanyolországi Mária Izabella királyné voltak. Keresztelőjére a firenzei Szent János-keresztelőkápolnában került sor. Teljes neve Mária Lujza Annunciáta Anna Johanna Jozefa Antónia Filoména Apollónia Tomázia lett. A Mária Lujza nevet édesapja húga, Mária Lujza főhercegnő után kapta.
Békés gyermekkorát családjával a Toszkánai Nagyhercegségben töltötte. Testvérei között van a leendő Mária Izabella, Trapani grófnéja, a későbbi IV. Ferdinánd toszkánai nagyherceg, továbbá Károly Szalvátor főherceg, valamint a neves tengerkutató Lajos Szalvátor főherceg, és polgári nevén Johann Orth hajóskapitány is. Apja első házasságából Szászországi Mária Karolinától született féltestvére Auguszta Ferdinanda bajor hercegné.
Családjával először az 1848-as forradalmak idején menekültek el Firenzéből és biztonsági okokból Gaetába mentek. Onnan csak 1849-ben tértek vissza. A szárd–francia–osztrák háború kitörésével végleg elhagyták a nagyhercegséget és az Osztrák Császárságban kerestek menedéket.
1865. május 31-én, húsz évesen Mária Lujza Annunciáta hozzáment Károly isenburg–büdingeni herceghez a csehországi Brandeisben. Férje, Károly, Isenburg utolsó hercegének unokája volt. Házasságukból összesen kilenc gyermek született. Hitvese hatvan éves korában, 1899-ben, a főhercegnő pedig az első világháború alatt, 1917. október 27-én hunyt el, hetvenegy éves korában. Ők a Hohenzollern-ház fejének, György Frigyes porosz herceg feleségének, Zsófia porosz hercegnének felmenői.

## Gyermekei
- Lipót Wolfgang herceg (1866–1933), apja örököseként Isenburg névleges hercege,
- Mária Antónia hercegnő (1867–1943)
- Mária Michéla hercegnő (1868–1919)
- Ferenc József herceg (1869–1939), Friederike von Solms-Braunfels hercegnőt vette feleségül 1896-ban,
- Károly József herceg (1871–1951), 1895-ben rangon aluli házasságot kötött Bertha Lewissal,
- Viktor Szálvátor Károly herceg (1872–1946), 1908-ban hozzáment Leontine Rohrer von Rombach bárónőhöz,
- Alfonz Mária herceg (1875. február 6. – 1951. április 22.), feleségül vette Pauline Marie von Beaufort-Spontin grófnőt,
- Mária Erzsébet hercegnő (1877. július 18. – 1943. szeptember 28.), 1919-ben házasodott meg Georg Beyerrel,
- Adelaide Mária hercegnő (1878. október 31. – 1936. március 4.)